# Fernando Vallejo
Fernando Vallejo Rendón (Medellín, 24 ottobre 1942) è uno scrittore, saggista, regista, sceneggiatore e biografo colombiano naturalizzato messicano.
Dopo aver studiato Lettere e Filosofia presso l'Università Nazionale della Colombia a Bogotá, ha studiato Biologia alla Pontificia Universidad Javeriana.  Negli anni posteriori, si trasferisce a Italia per studiare cinema e regia presso il Centro Sperimentale di Cinematografia di Roma. Tornato in America Latina, ha abbandonato la natia Colombia e nel 1971 si è trasferito in Messico, Paese di cui ha adottato la nazionalità nel 2007. Autore di diversi romanzi, saggi, film e sceneggiature, ha ottenuto numerosi riconoscimenti, tra cui il prestigioso Premio Rómulo Gallegos nel 2003 e il Premio FIL di letteratura nelle lingue romanze nel 2011. Ateo e radicalmente anti-clericale, Vallejo è vegano ed uno strenuo sostenitore dei diritti degli animali. Convive da diversi anni con il compagno, lo scenografo David Antón, con il quale non ha figli, date le sue ferme posizioni anti-nataliste.

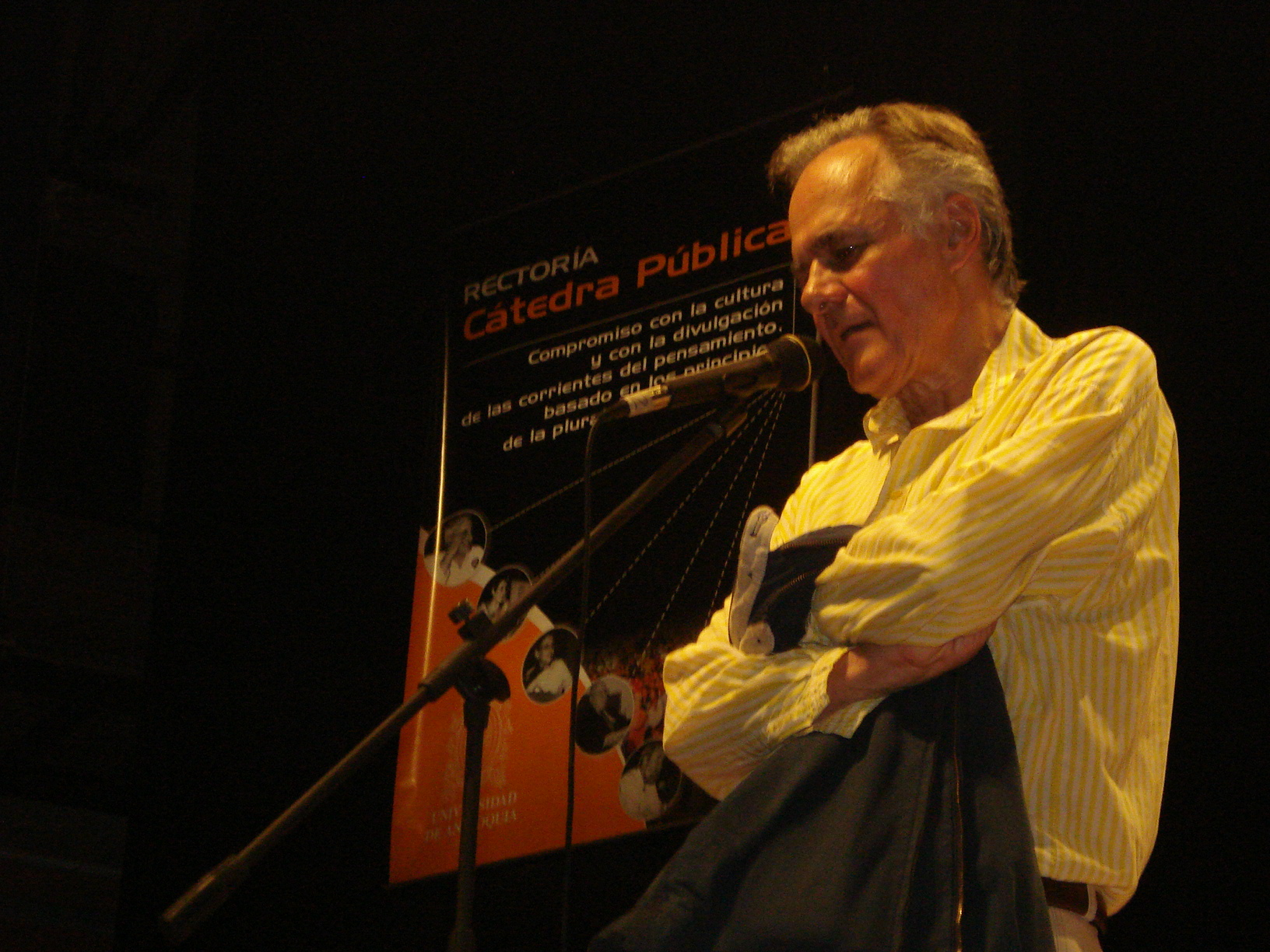
Fernando Vallejo nel 2008

## Opere

### Narrativa
- La virgen de los sicarios (1994)
- El río del tiempo (1999). Opera riunita di:
  - Los días azules (1985)
  - El fuego secreto (1987)
  - Los caminos a Roma (1988)
  - Años de indulgencia (1989)
  - Entre fantasmas (1993)
- El desbarrancadero (2001). Gli vale il gran Premio Rómulo Gallegos nell'anno 2003.
- La rambla paralela (2002)
- Mi hermano el alcalde (2004)
- El don de la vida (2010)

### Biografie
- El mensajero (1991), biografia del poeta e scrittore colombiano Porfirio Barba-Jacob.
- Almas en pena, chapolas negras (1995), biografia del poeta colombiano José Asunción Silva.
- El cuervo blanco (2012), biografia del filologo e umanista colombiano Rufino José Cuervo.

### Letteratura/filologia/linguistica
- Logoi. Una gramática del lenguaje literario (1983)

### Saggi
- La puta de Babilonia (2007)

### Opere scientifiche

#### Biologia
- La tautología darwinista (1998)

#### Fisica
- Manualito de imposturología física (2005)

### Filmografia

#### Regista
- Crónica roja (1977)
- En la tormenta (1980)
- Barrio de campeones (1983)

#### Sceneggiatore
- La vergine dei sicari (La virgen de los sicarios) (2000)

#### Attore
- La desazón suprema: Retrato de incesante de Fernando Vallejo (2003)